# Liantang, Shenzhen
Liantang (kinesiska: 莲塘) är ett stadsdelsdistrikt i staden Shenzhen i provinsen Guangdong i sydöstra Kina. Det ligger i stadsdistriktet Luohu. Antalet invånare vid folkräkningen 2020 var 128 188.